# モダンジャイブ
モダンジャイブ（Modern Jive）は、男性がリードして男女がペアで自由に踊るダンス。モダンジャイブの特徴は、ステップに厳しい決まりがないこと、一分間の速度（bpm）が110から160の間で４分の２拍子または４分の４拍子のであるなら音楽のジャンルを問わず踊れることである。スタイルはスウィング(Swing)、リンディーホップ(Lindy Hop)、ロックンロール(Rock and Roll)、サルサ(Salsa)等から派生したもので、シンコペーションやシャッセ等を取り除き足捌きを簡単にしたことが主な改革点である。
モダンジャイブの「モダン」は社交ダンスのジャイブと区別するために使われている。

## モダンジャイブの歴史
モダンジャイブは1980年代に英国・ロンドンの三つのクラブ「セロック（Ceroc）」「ルロック(Le Roc)」「コスモポリタン・ジャイブ(Cosmopolitan Jive)」を拠点として発達した。そのスタイルは、第二次世界大戦直後のフランスで、駐留するアメリカ兵の間で踊られたジルバ等の影響を受け変化したジャイブが起源。, 
モダンジャイブは当初は「セロック」「ルロック」またはフレンチ・ジャイブとして知られていた。1990年に「モダンジャイブ」という表現が初めて使われ、それぞれのフランチャイズ団体は自分たちのブランドネームを好んで使用してはいるが、一般に「モダンジャイブ」がこの様式のダンスの総称として広く受け入れられるようになった。

## 組織団体とブランド
英語圏の国では、モダンジャイブの教室と催しは、しばしばセロック(Ceroc)、ルロック(LeRoc)、モ・ジャイブ(Mo'Jive)、ジャイブネイション(Jive Nation)等、フランチャイズされた団体と名前に寄って運営される。英語圏外ではドイツのMジャイブ(M-Jive)等がある。またドイツやスイスで踊られる「ディスコフォックス(Discofox)」やスウェーデンの「バグ(Bugg)」もモダンジャイブに分類されると考えられる。 

## ダンスのステップ
モダンジャイブの全てのステップはスウィングとロックンロールの動きを共通項として持ち、その上にサルサやタンゴを含む様々なダンスの動きが加わったものである。このような型の変化は特定のモダンジャイブ団体や個々のダンス教師によって加えられる。モダンジャイブの持つ折衷性によって、型は多岐に渡りヴァリエーションは拡大していくこととなる。
モダンジャイブの発生背景により、モダンジャイブのステップは他のダンスの型に類似することもある。例えば、モダンジャイブの「ファーストムーブ トリプル ステップ（First Move Triple Steps）」はリンディーホップのステップ「ジョッキー(Jockey)」と似ている。
同じ型でも団体や教師によって異なった名前で呼ばれることがあり、次のステップに導く合図も異なっていることがしばしばある。例えば、セロックで「マンズスピン（Man Spin）」と呼ばれる型は、ロックダンスカンパニー（The Rock Dance Company - TRDC）の「マンズパス(Man’s Pass)」と同じものである。
モダンジャイブのパフォーマンスは競技用に発展されてきてはいるが、通常モダンジャイブはフリースタイルで踊られる。 

## リードのヴァリエーション
他のペアダンスと同様モダンジャイブも男性がリードするダンスである。女性が二人で踊る場合もあるが、その場合片方の女性は男性のステップを踊ることになる。
まれに一人が二人をリードし3人で踊る場合もある。これは英国では「ダブルトラブル(Double Trouble)」、オーストラリアとニュージーランドでは「トリプルズ(Triples)」と呼ばれる。 

## 音楽
モダンジャイブに適した音楽は、通常4分の4拍子である。最新のヒットチャートからビッグバンドの曲まで、またスローから速いビートまで、守備範囲は広い。1分間の速度は108から160bpmが一般的である。、 、